# Stazione di Bagni di Lucca
La stazione di Bagni di Lucca è una stazione ferroviaria posta sulla ferrovia della Garfagnana al servizio dell'omonimo comune e della sua frazione Fornoli, in provincia di Lucca.

## Storia
La stazione venne inaugurata nel 1893 come capotronco del tratto Ponte a Moriano-Bagni di Lucca della ferrovia Lucca-Aulla. Nel 2002 la stazione risultava impresenziata insieme ad altri 25 impianti situati sulla linea.

## Strutture e impianti
La stazione dispone di un fabbricato viaggiatori, di uno scalo merci e di 2 binari serviti da due banchine collegate da un sovrappassaggio. Lo scalo merci, al 2014 non è più attivo, era composto da un piano caricatore, da un magazzino merci e, in aggiunta agli altri due binari della linea da due binari, uno al servizio del piano caricatore ed un altro che si addentra nell'area retrostante il magazzino merci.
Nei pressi dell'ex area merci è presente anche una fontana non più utilizzata.

## Movimento
La stazione è servita dalle relazioni regionali Trenitalia svolte nell'ambito del contratto di servizio stipulato con la Regione Toscana denominato anche "Memorario".

## Servizi
La stazione, che nel 2007 era frequentata da più di 100 persone al giorno, dispone di:
- Biglietteria automatica
- Sala d'attesa
- Servizi igienici

## Interscambi
La stazione presenta i seguenti interscambi:
- Fermata taxi
- Fermata autolinee